# Marcel Rozier

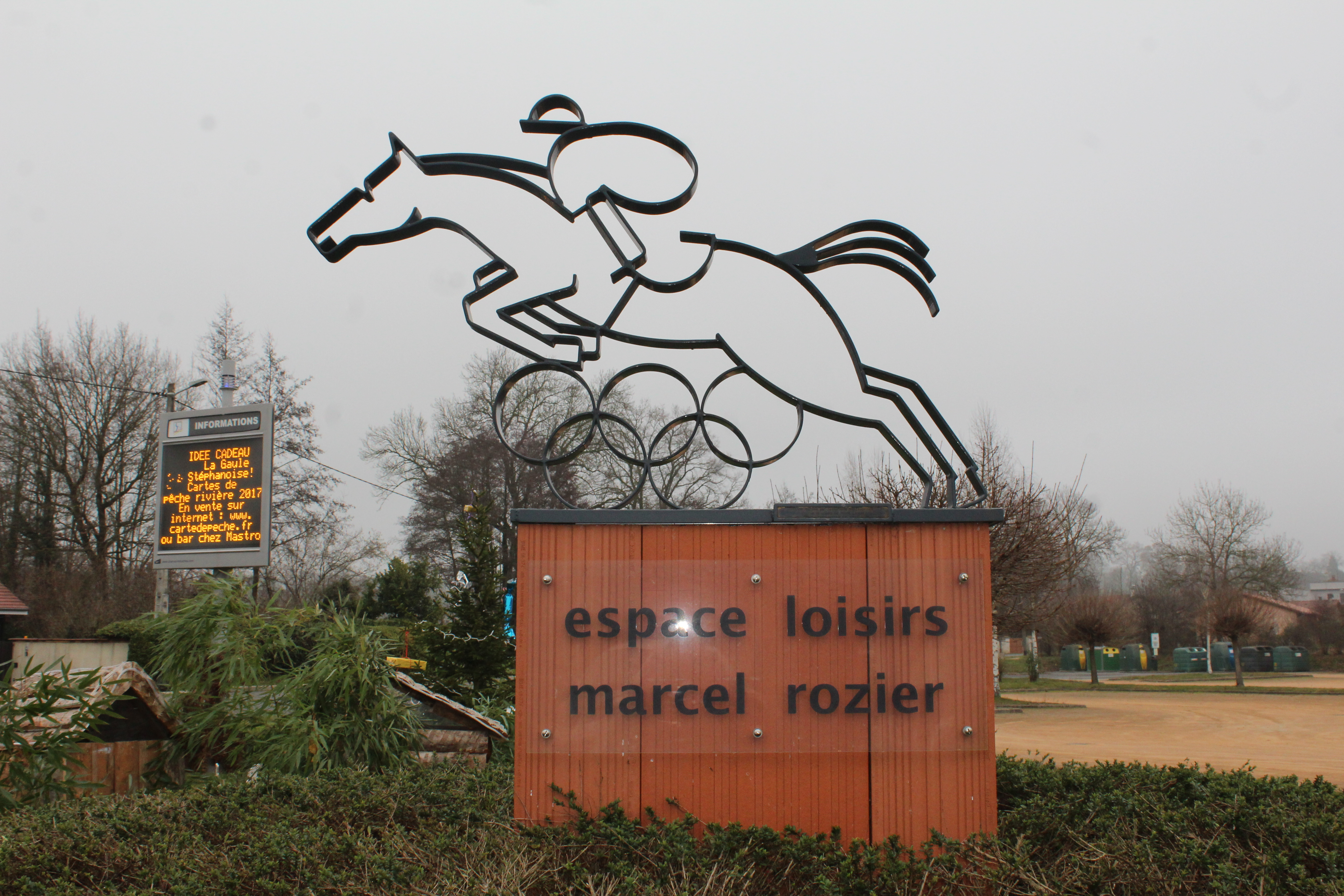
Monument voor Rozier in Saint-Étienne-sur-Chalaronne

Jean-Marcel Rozier (Saint-Étienne-sur-Chalaronne, 22 maart 1936) is een voormalig Frans ruiter, die gespecialiseerd was in springen. Rozier won tijdens de spelen van 1968 de zilveren medaille in de landenwedstrijd. Vier jaar later vier Rozier buiten de prijzen. Rozer won samen met zijn zwager Hubert Parot onderdeel van de Franse ploeg die de landenwedstrijd won tijdens de spelen van 1976. Rozier zijn zoon Philippe won in 2016 ook de olympische gouden medaille in de landenwedstrijd springen.

## Resultaten
- Olympische Zomerspelen 1968 in Mexico-stad 20e individueel springen met Quo Vadis
- Olympische Zomerspelen 1968 in Mexico-stad  landenwedstrijd springen met Quo Vadis
- Olympische Zomerspelen 1972 in München 7e individueel springen met Sans Souci
- Olympische Zomerspelen 1972 in München 10e landenwedstrijd springen met Sans Souci
- Olympische Zomerspelen 1976 in Montreal 5e individueel springen met Bayard de Maupas
- Olympische Zomerspelen 1976 in Montreal  landenwedstrijd springen met Bayard de Maupas

1912: Lewenhaupt, Kilman, von Rosen ·
1920: König, von Rosen, Norling ·
1924: Thelning, Ståhle, Lundström ·
1928: Navarro, Álvarez, García ·
1936: Hasse, von Barnekow, Brandt ·
1948: Mariles, Uriza, Valdés ·
1952: White, Stewart, Llewellyn ·
1956: Winkler, Thiedemann, Lütke-Westhues ·
1960: Winkler, Thiedemann, Schockemöhle ·
1964: Schridde, Jarasinski, Winkler ·
1968: Day, Gayford, Elder ·
1972: Ligges, Wiltfang, Steenken, Winkler ·
1976: Parot, Rozier, Roguet, Roche ·
1980: Tsjoekanov, Poganovsky, Asmaje, Korolkov ·
1984: Fargis, Homfeld, Burr Howard, Smith ·
1988: Beerbaum, Brinkmann, Hafemeister, Sloothaak ·
1992: Raijmakers, Romp, Tops, Lansink ·
1996: Sloothaak, Nieberg, Kirchhoff, Beerbaum ·
2000: Beerbaum, Nieberg, Ehning, Becker ·
2004: Wylde, Ward, Madden, Kappler ·
2008: Ward, Kraut, Simpson, Madden ·
2012: Skelton, Maher, Brash, Charles ·
2016: Rozier, Staut, Bost, Leprévost ·
2020: von Eckermann, Baryard-Johnsson, Fredricson ·
2024: Maher, Charles, Brash
- International Standard Name Identifier: 0000 0000 2195 1615
- Library of Congress Control Number: n80075001
- Virtual International Authority File: 75151492
- WorldCat: E39PBJwD6qKgcwKWghxf3cxMT3